# Фелікс Кауфман
Фелікс Кауфман (нар. 4 липня 1895, Відень, Австро-Угорщина — 23 грудня 1949, Нью-Йорк, США) — австро-американський філософ, теоретик права, логік і математик, представник третього покоління Австрійської економічної школи, очолював Віденське відділення нафтової компанії.

## Біографія
Фелікс Кауфман народився 4 липня 1895 року у Відні. Вивчав юриспруденцію і філософію. З 1922 по 1938 рік працював викладачем математики. В цей період Кауфман був пов'язаний з Віденським гуртком (англ. Vienna Circle). Він також писав праці з основ математики, де, поряд з Германом Вейлом та Оскаром Беккером, намагався застосувати феноменологію Едмунда Гуссерля до конструктивної математики.

У 1938 році умови праці для єврейських вчених стали занадто важкими і жорсткими, тому Кауфман емігрував до США. В емігації працював на посаді професора права в аспірантурі Нью-Йоркської школи соціальних досліджень. Вчений, заручившись підтримкою Карла Поппера, який пропонував академічну гостинність у Кембриджському університеті та стипендію в розмірі 150 фунтів стерлінгів на один рік, допомагав австрійським вченим та науковцям, які вимушено полишали Австрію і Німеччину напередодні війни, у 1936 р. 

Кауфман видав книгу з методології суспільних наук. Після переїзду до США йому запропонували перекласти цю роботу англійською мовою, але те, що він написав (Kaufmann, 1944) під впливом «Логіки дослідження Дьюї» (англ. Logic:The theory of research), значно відрізнялось від попередньої версії. Оригінальна книга була перекладена лише через 70 років (англ. Cohen and Helling, 2014).

## Фелікс Кауфман іВіденський гурток
Разом з Р. Карнапом, Ф. Вайсманом, Г. Фейґлем, О. Нейратом, X. Ганом, В. Крафтом, К. Геделем та іншими учасниками Віденського гуртка, Кауфман працював над розкриттям сутності поняття «емпіризм». У своїй праці «Феноменологія та логічний позитивізм» (1940) (англ. An Feminology and logical positivism) він зазначає, що контрольована перевірка досвіду — єдиний шлях до пізнання і протистоїть з логічними позитивістами, метафізичними міркуваннями та інтуїцією як джерелами знань. Дійсно, метафізичні спекуляції та інтуїція породили нечіткість мислення у філософії, що призвело до плутанини логічної істини з фактичною істиною.
У своїй методології Кауфман погоджується із загальною позицією Віденського гуртка з ряду питань:
1. Прогнозування є метою усіх емпіричних наук, тобто природничі і соціальні науки не відрізняються своїм завданням.
2. Закони та початкові умови є необхідними для прогнозування в суспільних та природничих науках.
3. Для прийняття теоретичного твердження необхідно підтвердити його об'єктивним експериментом та досвідом.
4. Логічну та фактичну правду слід відокремлювати.
5. Метафізичні твердження можна відкинути як постановку псевдопроблем.

Він же не погоджувався щодо таких тверджень:
- Заяви про психічні факти не зводяться до тверджень про фізичні факти.
- Відмінність між явною поведінкою та внутрішньою поведінкою не узгоджується з можливістю об'єктивних тверджень про спостереження та передбачуваність.
- Теоретичні твердження не можуть бути повністю переведені на елементарні твердження про спостереження за зовнішніми подіями.
- Сенс твердження не тотожний його способу перевірки.

## Фелікс Кауфман і австрійська теоріяграничної корисності
Жодна інша група не внесла стільки нового в економічну теорія, як австрійська школа. Зокрема великий внесок у теорію граничної корисності зробили члени Віденського гуртка. Кауфман, як учасник цієї групи, намагався зробити свій вклад у цю теорію. Він полягав у наступному: критерієм цінності товару, згідно теорії граничної корисності, є міра його корисності для безпосереднього споживача. Цей напрям економічної теорії сформувався в останній третині XIX ст. Найбільш авторитетними його представниками і теоретичними фундаторами були В. Джевонс, А. Маршалл, К. Менгер, О. Бем-Баверк, Ф. Візер, Д. Кларк.

У правильності основних ідей теорії граничної корисності можна переконатися, дослідивши природу такого явища, як дефіцит товарів. Цінність речі, незалежно від обсягів витрати на її виробництво, зростатиме пропорційно до величини суспільної потреби в ній. Перевищення попиту над пропозицією сприятиме підвищенню ціни, порівняно з величиною вартості, обґрунтованої витратами, і навпаки.

Основними результатами аналізу Кауфмана щодо теорії граничної корисності є:
1. Підрахунок інтенсивності потреб на підставі альтернативного вибору товарів, якщо немає незалежних доказів ієрархії потреб, є методологічною помилкою.
2. Попит споживачів не є домінуючим фактором у визначенні цін.
3. Теорію цін не можна логічно вивести з теорії вартості.

## Останні роки життя
Після переїзду в США у 1938 році Фелікс Кауфман отримав вчене звання доцента філософії в аспірантурі Нової школи соціальних досліджень (англ. An The New School for Social Research) у Нью-Йорку, а в 1944 році — професора. Після цього ще 5 років він продовжував працювати у Нью-Йоркській школі. У 1949 році він раптово помер у віці 54 років. Похований у Нью-Йорку.

## Праці
Найбільш відомою працею Фелікса Кауфмана є праця «Методологія суспільних наук» (нім. Methodenlehre der Sozialwissenschaften) (1936), написана в Австрії, а згодом допрацьована та видана в США під назвою англ. Methododology of Social Sciences (1946).

Крім цього відомі такі роботи Кауфмана, як:
- Logik Rechtwissenschaft, 1922
- Die Kriterien де RECHTS, 1924
- Das Unendliche в дер Mathematik Ausschaltung, 1930
- Kaufmann, 1944
- Feminology and logical positivism, 1940